# Médecins de combat
Médecins de combat (Combat Hospital) est une série télévisée canadienne en treize épisodes de 42 minutes, créée par Jinder Oujla-Chalmers, Daniel Petrie Jr. et Douglas Steinberg, et diffusée en simultanée entre le 21 juin et le 6 septembre 2011 sur le réseau Global au Canada et sur le réseau ABC aux États-Unis.
Au Québec, la série a été diffusée du 4 mai au 27 juillet 2013 à la Télévision de Radio-Canada. Néanmoins, elle reste inédite dans les autres pays francophones.

## Synopsis
La série se focalise sur les aventures, les joies, les atermoiements et les doutes du personnel d'un hôpital militaire basé à Kandahar, en Afghanistan, en 2006.

## Distribution

### Acteurs principaux
- Elias Koteas (VQ : Marc Bellier) : Colonel Xavier Marks
- Michelle Borth (VQ : Rose-Maïté Erkoreka) : Major Rebecca Gordon
- Luke Mably (VQ : David Laurin) : Simon Hill, médecin civil britannique
- Terry Chen (VQ : Antoine Durand) : Capitaine Bobby Trang
- Deborah Kara Unger (VQ : Nathalie Coupal) : Major Grace Pedersen
- Arnold Pinnock (en) (VQ : Marc-André Bélanger) : Capitaine de Frégate (traduit comme "Commandant") Will Royal
- Gord Rand (VQ : Tristan Harvey) : Adjudant-Chef Graham Kelly, de l'armée canadienne
- Karan Oberoi (en) (VQ : Kevin Houle) : Talwar Mehra, de l'armée américaine

### Acteurs récurrents
- Ellen Wong (VQ : Annie Girard) : Major Suzy Chao, de l'armée canadienne
- Lisa Berry (VQ : Geneviève Désilets) : Capitaine Pam Everwood
- Dwain Murphy (en) (VQ : Nicholas Savard L'Herbier) : Terrel Ford, de l'armée américaine
- Hamza Jeetooa (de) (VQ : Aliocha Schneider) : Vans, traducteur afghan
- Trenna Keating (en) (VQ : Nadia Paradis) : Sergent Hannah Corday
- Gerry Morton (VQ : Jean-Jacques Lamothe) : Larry Alexander
- Elena Silina (VQ : Marika Lhoumeau) : Christine Ezrin
- Husein Madhavji (en) (VQ : Philippe Martin) : Lieutenant Colonel Max Prakash. pour le United States Air Force
- Anne Bedian (VQ : Élisabeth Lenormand) : Hasti Samizay
- Daniel DeSanto (VQ : Fred-Éric Salvail) : Major Glad Marin
- Adam Beach : Snake Eater / Joe

 Source et légende : version québécoise (VQ) sur Doublage.qc.ca

## Production
La série portait le titre The Hot Zone avant d'adopter son titre actuel.
La série a été tournée à Etobicoke, dans la partie ouest de Toronto en Ontario sur l'ancien terrain de l'usine Consumers Glass.
L'épisode 11, Brothers in Arms, n'a pas été diffusé aux États-Unis, sans explication. Il a été diffusé au Canada immédiatement avant l'épisode 12, Triage.
Malgré les bonnes cotes d'écoutes au Canada et les cotes d'écoutes moyennes aux États-Unis, ABC a décidé de ne pas renouveler la série. Global n'a pas été en mesure de trouver une partenaire afin d'amortir les coûts de production, et a officiellement annoncé l'annulation de la série le 16 décembre 2011.

## Épisodes
1. Bienvenue à Kandahar (Welcome to Kandahar)
2. Ennemi inconnu (Enemy Within)
3. C'est ma fête (It's My Party)
4. Au mauvais endroit au bon moment (Wrong Place at the Right Time)
5. Les cloches de l'enfer (Hells Bells)
6. La vérité intérieure (Inner Truth)
7. Imprudence (Reckless)
8. À deux doigts du but (On the Brink)
9. Les sables mouvants (Shifting Sands)
10. Raison de croire (Reason to Believe)
11. Frères d'armes (Brothers in Arms)
12. Triage (Triage)
13. D'abord, ne pas nuire ! (Do No Harm)

## Autour de la série

### Personnages
- Major Rebecca Gordon : jeune canadienne, chirurgien viscéral, désorientée par les contradictions de son dévouement aux patients et blessés avec la guerre en Afghanistan, ainsi que certaines de ses convictions.
- Colonel Xavier Marks : chirurgien militaire de carrière canadien, chef de l'unité médicale multinationale Role 3. Il doit parfois prendre des décisions injustes aux yeux de son personnel quant à l'état de certains patients. Il enfourche souvent son vélo de course remisé dans son bureau pour faire le tour du périmètre intérieur afin de souffler un peu. Marié, il est dévoué à son épouse restée chez eux au Canada.
- Capitaine Bobby Trang : praticien général dans l'US Army, chef de l'équipe de chirurgie spécialisée dans les traumatismes. Il est le meilleur ami de Rebecca (il est arrivé en même temps qu'elle dans l'unité) et à l'occasion, son confident le plus sollicité.
- Capitaine de frégate ("Commandant") Will Royal : infirmier canadien, chef de l'équipe des infirmiers de l'unité Role 3 de l'hôpital. Il est le commandant en second de l'unité, subordonné du colonel Marks, et tient à ce que l'on n'oublie pas le rôle des infirmiers dans l'unité. Il est également marié et est une figure paternelle pour l'unité.
- Major Grace Pedersen : psychiatre australienne, impliquée dans la création de l'hôpital pour femmes à l'extérieur de Kandahar Airfield
- Simon Hill : médecin civil britannique, volontaire pour l'Afghanistan, charmeur et buveur de vodka. N'étant pas dans l'armée, il n'hésite pas à titiller et braver le colonel Marks.

## Accueil
Le pilote a attiré 1,963 millions de téléspectateurs au Canada et 5,32 millions aux États-Unis. Les audiences se sont tenus à 1,463 millions en moyenne au Canada.